# Talanoa
"Talanoa" bezeichnet ein Gesprächs- bzw. Verhandlungs- bzw. Dialogformat, bei dem sich die Teilnehmenden in kleinen Runden oder lediglich zu zweit zusammenfinden oder organisiert werden.
Das Verfahren wurde zur UN-Klimakonferenz in Bonn 2017 (COP 23) unter der Präsidentschaft der Fidschis eingeführt und zum ersten Mal auf solch internationaler Ebene angewandt; hier sollte es der Beantwortung der Fragen "Where are we, where do we want to go, how do we get there?" ("Wo sind wir, wo wollen wir hin, wie kommen wir dorthin?") dienen. Der intime Rahmen soll eine vertrauensvolle Atmosphäre und einen eher informellen Gesprächscharakter ohne Verhandlungsdruck gewährleisten und damit die Lösung auch sehr gegensätzlicher bis eigentlich unvereinbarer Standpunkte ermöglichen.
Der Begriff stammt aus dem pazifischen Raum und steht für die traditionelle Form einer nicht-konfrontativen Entscheidungsfindung zu Fragen des gesellschaftliche Wohls im Konsens.
Nachdem sich auf der COP 24 in Kattowitz im Dezember 2018 strittige Fragen auf Beamtenebene nicht lösen ließen, wurde das Talanoa-Prinzip in der zweiten Woche auf ministerieller Ebene angewandt; hier lautete die Frage "How do we get there?" ("Wie kommen wir dorthin?").
Auch beim 9. "Petersberger Klimadialog" im Juni 2018 im Vorfeld der COP 24 in Katowice wurde das Format zur Findung eines Konsens eingesetzt.

## Quelle
- Bundesministerium für Umwelt, Naturschutz und nukleare Sicherheit (BMU), 11. Dezember 2018, bmu.de: COP-TOP 2: Der Talanoa Dialog